# Romblon (Insel)
Romblon ist eine rund 83 km² große Insel in der gleichnamigen philippinischen Provinz, auf der auch die Provinzhauptstadt Romblon liegt. Von den 37.995 Einwohnern der Stadtgemeinde (Stand: Zensus 1. Mai 2010) entfallen 34.660 auf die Insel (der Rest auf die nordwestlich vorgelagerten Nebeninseln Logbon, Alad und Cobrador). Aufgrund des bedeutenden Marmorabbaus auf der Insel wird sie auch „Marble Island“ genannt.

## Geographie
Die Insel Romblon ist eine der drei Hauptinseln der gleichnamigen Provinz. Die Topographie der Insel ist gekennzeichnet durch flachhügeliges Terrain. Die Provinz Romblon liegt südlich von Luzon und bildet die nördlichste Region der Visayas. Geographisch wird sie seit einiger Zeit der Region MiMaRoPa (Mindoro, Marinduque, Romblon, Palawan) zugeordnet. Von den zwei anderen Hauptinseln Tablas und Sibuyan ist vor allem letztere für ihren primären tropischen Regenwald mit vielen seltenen, zum Teil erst vor kurzem entdeckten, Tier- und Pflanzenarten bekannt. Neben den drei Hauptinseln gibt es 20 kleinere Inseln, von denen ca. die Hälfte bewohnt wird.

## Klima/Wassertemperatur
In Romblon herrscht ein tropisch warmes Klima. Die Temperaturen fallen das ganze Jahr nicht unter 20 °C und liegen tagsüber in der Regel bei 27 bis 30 °C. Die Zeit von November bis Mai ist überwiegend trocken, von Juni bis Oktober ist es wechselhaft mit zum Teil langanhaltenden Regenperioden und gelegentlich streifen Taifune das Land. Jedoch bleibt Romblon auf Grund seiner zentralen Lage häufig verschont. Beste Reisezeit für Romblon ist der Zeitraum von November bis Mai (Hauptsaison). Eine Reise auf die Philippinen kann sich aber auch in der Nebensaison (Juni–Oktober) durchaus lohnen. Man sollte sich dann aber auf häufige Regenfälle einstellen. Die Wassertemperatur liegt in der Regel bei 26 bis 30 °C.

## Spanische Kolonialherrschaft
Die Provinz Romblon hieß zunächst „Lomlon“. Damit war das Ausbrüten der Eier durch ein Huhn gemeint. Der Name soll entstanden sein, weil ein spanischer Soldat, der die Insulaner nach dem Namen der Insel gefragt haben soll, zufällig in die Richtung eines gerade brütenden Huhnes gezeigt haben soll. Als Antwort soll er darauf „Nagalumyom“ erhalten haben, das in der Folge erst zu „Lomlom“, dann zu „Donblon“ und bei den Spaniern schließlich zu „Romblon“ verändert wurde. Der Name beruht also auf einem Missverständnis. Die spanischen Eroberer erbauten die Fuerza de San Andres Anfang des 17. Jahrhunderts. Sie machten Romblon 1853 zu einem politisch-militärischen Bezirk und teilten die Unterprovinz Capiz ab, die 1917 zu einer eigenständigen Provinz wurde. Am 1. Oktober 1946 wurde Romblon zu einer Sonder-Provinz mit vier Gemeinden konvertiert. Diese waren Tablas, Romblon, Sibuyan und Maghali. Am 1. Januar 1947 stellte man den regulären Provinzstatus wieder her. Die ursprünglichen Einwohner von Romblon waren Negritos aus Panay und Mangyan-Stämme der Insel Mindoro. Antike hängende Särge und Artefakte von Einheimischen wurden in Höhlen auf der Insel Banton gefunden. Dies weist auf eine weit entwickelte antike Zivilisation und Kultur hin. 

## Sprachen
In der Provinz Romblon gibt es drei verschiedene Sprachen: Romblomanon, Asi und Onhan. Zudem werden je nach Situation auch Hiligaynon, Tagalog, Visayan und Englisch gesprochen.

## Religion
75 %, also die Mehrheit Romblons, gehören zur römisch-katholischen Kirche, 25 % der Bevölkerung gehören der Unabhängigen Kirche der Philippinen, der Iglesia ni Cristo, der Kirche der Letzten Sieben Tage (Adventisten), den Baptisten, der Kirche der Foursquare Gospel in the Philippines sowie anderen christlichen Richtungen an.

## Küche
Mit ihren chinesischen, malayischen und spanischen Einflüssen ist die philippinische Küche eine Mischung aus Orient und Okzident. Eine typische Hauptmahlzeit besteht aus Reis mit Fisch, Meeresfrüchte, Hähnchen oder Schweinefleisch. Beliebte Beigaben sind säuerliche Suppen (Sinigang) und mit Knoblauch, Kokosessig und Sojasoße zubereitetes Gemüse. Filipinos essen in der Regel drei größere Mahlzeiten am Tag. Zwischen den Mahlzeiten nimmt man leichte Kleinigkeiten, die so genannten Meriendas, zu sich. Wenn Gäste zum Essen bleiben, bekommen sie den Platz, der dem Familienoberhaupt am nächsten ist. Die Gäste werden immer zuerst bedient und keiner der anderen Anwesenden beginnt zu essen, bevor der Gast nicht ein oder zwei Bissen zu sich genommen hat. Als Zeichen dafür, dass man satt ist, lässt man einen kleinen Rest auf dem Teller übrig.

## Wirtschaft
Die meisten Menschen auf der Insel verdienen ihr Geld mit dem Abbau und der Verarbeitung von Marmor, doch es gibt auf der Insel auch einige Bauern. Angebaut werden unter anderem Reis, Kokos und Tropenfrüchte.